# Трубадуры Пиренеев

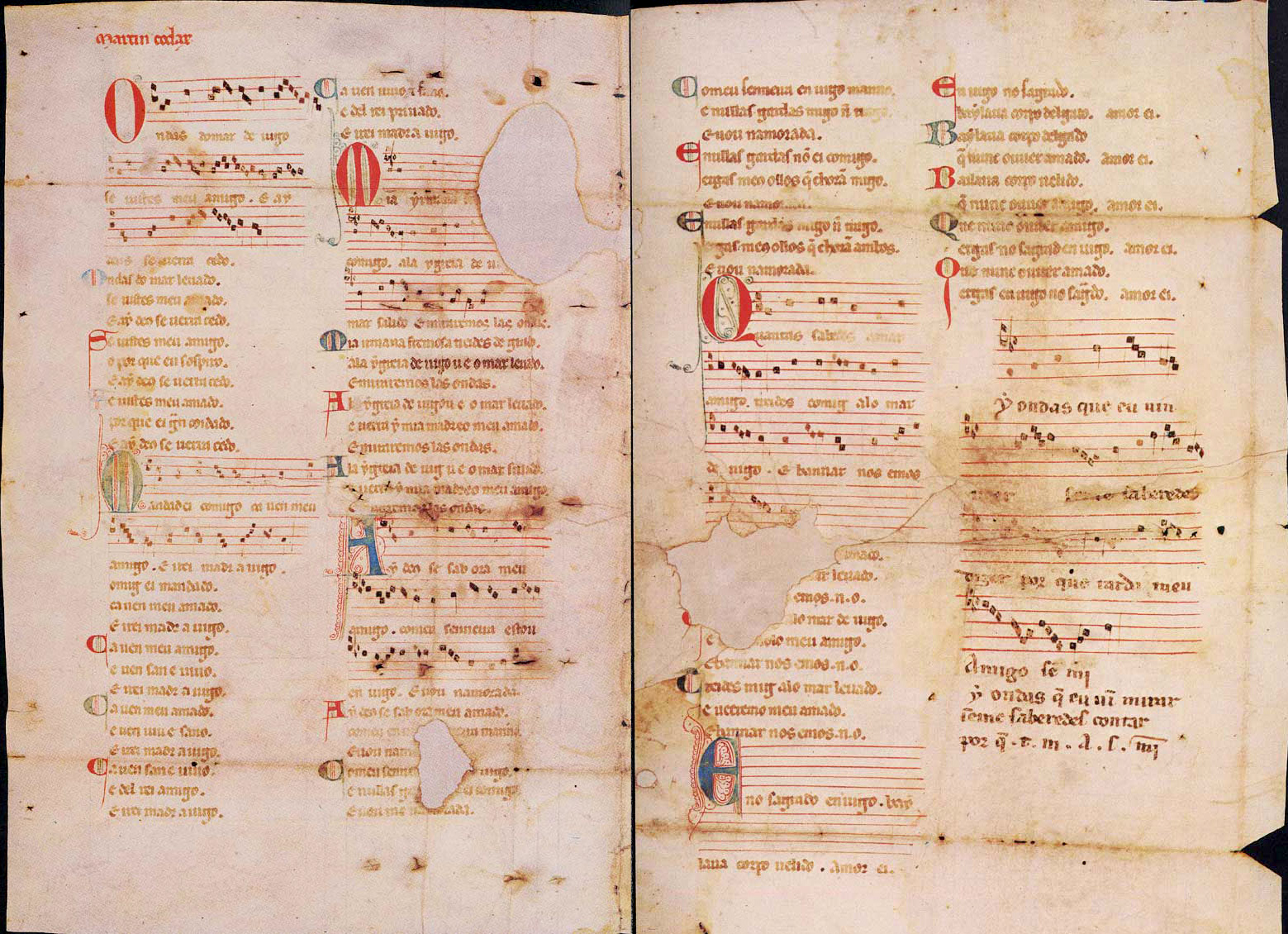
«Пергамент Винделя», конец XIII — начало XIV вв., обнаружен в 1913 году

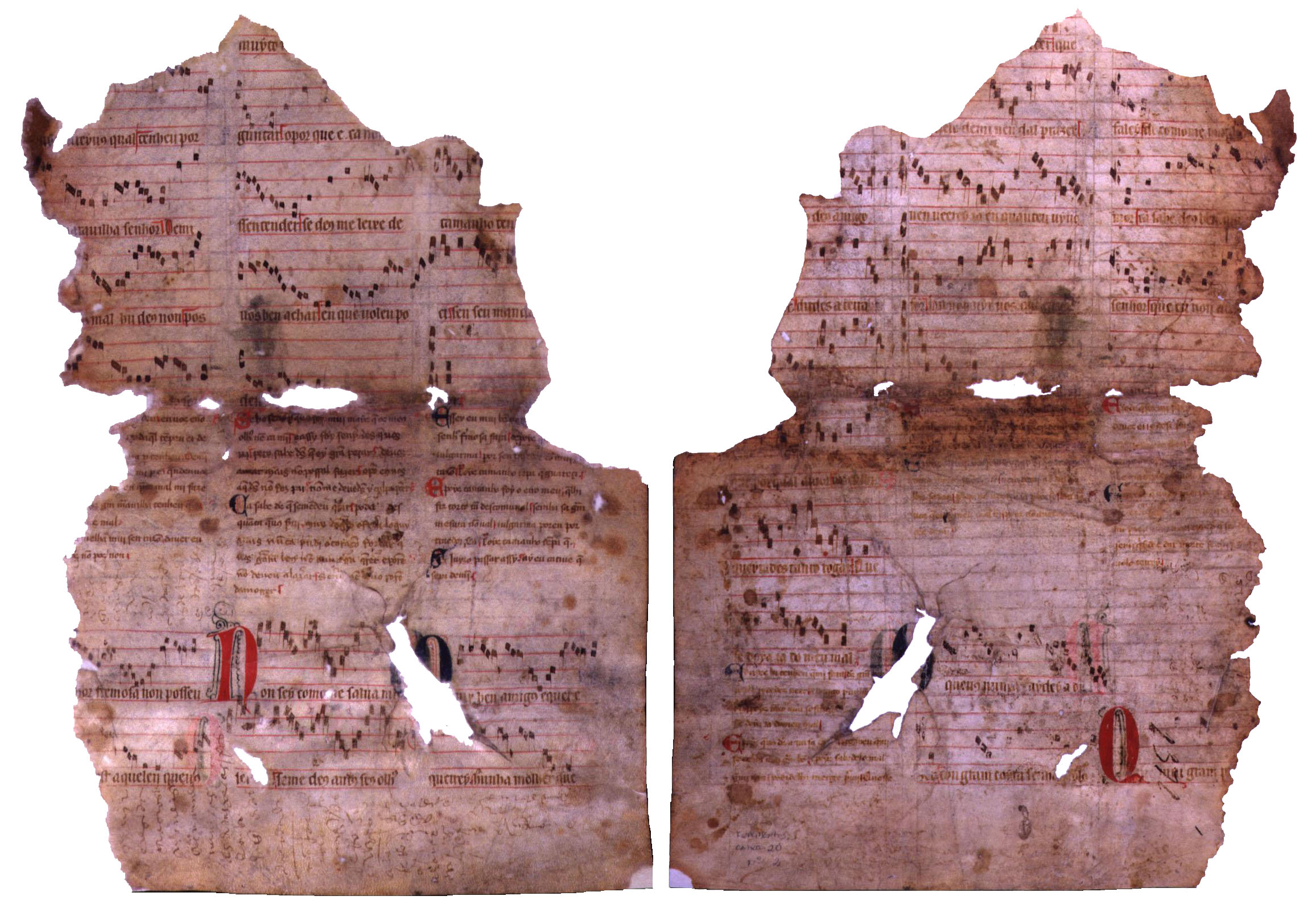
«Пергамент Шаррера», XIV век, обнаружен в 1990 году

Трубаду́ры Пирене́ев или трубаду́ры Пирене́йского полуо́строва — в узком смысле: представители придворной знати и благородных семейств Пиренейского полуострова, слагавшие песни в духе куртуазной традиции провансальских трубадуров на галисийско-португальском или окситанском языках; в широком смысле — представители всех сословий иберийских королевств конца XII — середины XIV веков, включая жонглёров, сочинявшие и исполнявшие куртуазные песни. Под трубадурами Пиренеев подразумеваются авторы Средних веков, родившиеся и проживавшие на территории Пиренейского полуострова и являвшиеся подданными иберийских христианских королевств, но по использованию литературного языка подразделявшиеся на две поэтические школы: провансальскую и галисийско-португальскую.
Трубадуры северо-западной части Пиренейского полуострова создали первое литературное течение на понятном во всех христианских королевствах полуострова новом романском языке, называемом в Галисии старогалисийским, а в Португалии старопортугальским, который с XIX века условно именуется галисийско-португальским языком. В Португалии и Галисии это литературное течение именуется «трубадурством» (галис. Trobadorismo, порт. Trovadorismo), в литературоведении Испании и других западноевропейских стран — «галисийско-португальской лирикой». В Каталонии и Арагоне трубадуры преимущественно использовали лимузенский или окситанский языки и в единичных случаях галисийско-португальский язык. Трубадуры Пиренеев испытывали влияние не только лирики Прованса, но также и французской поэзии. До наших дней дошло около 1680 светских кантиг на галисийско-португальском языке примерно 171 (от 160 до 180) автора, тексты которых свидетельствуют о собственных характерных чертах, отличающих лирику галисийско-португальских трубадуров от воздействовавшей на неё куртуазной традиции, созданной на окситанском языке. Музыкальная нотация к этим песням сохранилась лишь в двух манускриптах: «Пергаменте Винделя» к 6 кантигам о друге Мартина Кодаса (или Кодакса) и в «Пергаменте Шаррера» c 7 кантигами о любви «короля-трубадура» Диниша I. Кантиги о Деве Марии (Cantigas de Santa Maria), написанные на галисийско-португальском языке и собранные в песенники при дворе кастильского короля Альфонсо X Мудрого, должны рассматриваться отдельно, поскольку не относятся к светской традиции.
Концом эпохи галисийско-португальских трубадуров условно принят 1354 год — год смерти Педру Афонсу, 3-го графа де Барселуш (ок. 1285—1354). Одним из последних широко известных трубадуров принято считать галисийца Масиаса Влюблённого (ок. 1340—1370), хотя его творчество относится уже к так называемой галисийско-кастильской поэтической школе.
Единственный труд по поэтике галисийско-португальской трубадурской школы дошёл до наших дней в фрагментарном анонимном трактате Arte de Trovar, сохранившемся в «Песеннике Национальной библиотеки».

## Термин «трубадур»
В средневековых источниках Пиренейского полуострова термин «трубадур» (гал.-порт. trobador, позднее trovador от окс. trobador) имело родственные заимствованные однокоренные понятия: trobar, позднее trovar — слагать песни от окс. trobar — находить, изобретать; и troba, позднее trova от окс. troba — песня. Путь заимствования из окситанского/провансальского языка указывал основоположник романистики Ф. К. Диц. В средние века в иберийских королевствах сборник песен мог носить названия Livro de trovas  («Книга песен») или Livro de cantigas («Книга кантиг»), вместо которых позднее стало более употребительным заимствованное провансальское обозначение Cancioneiro (песенник).
Видимо, понятие «португальский трубадур» был введён в русский научный лексикон автором статьи о португальской литературе в ЭСБЕ Л. Ю. Шепелевичем в 1898 году. Несмотря на это бытует представление, что в русском языке термин «трубадуры» употребляется преимущественно по отношению к поэтам-музыкантам Прованса и восточной части Пиренейского полуострова (Наварра, Арагон, Валенсия, Каталония), использовавшим так называемый окситанский язык и с их сложившейся и давно описанной системой поэтических и текстомузыкальных форм, которая не может быть изучена у иберийских поэтов центральной и западной части полуострова, поскольку нотация сохранилась только к 13 кантигам из 1680. Такое же словоупотребление характерно и для западноевропейских стран, где по отношению к творчеству иберийских поэтов в учебной, энциклопедической и научной литературе обычно говорят о «галисийско-португальской лирике», «галисийско-португальской поэтической традиции», «галисийско-португальском репертуаре» и т. п.. При этом термином «галисийско-португальская лирика» описываются как светские, так и духовные поэтико-музыкальные жанры. Очевидно, что в этом случае термин «лирика» трактуется как «поэзия», поскольку сохранилось около 430 кантиг насмешки и злословия, то есть примерно четверть от общего числа сочинений на галисийско-португальском языке, относящихся не к лирическому, а к сатирическому жанру.

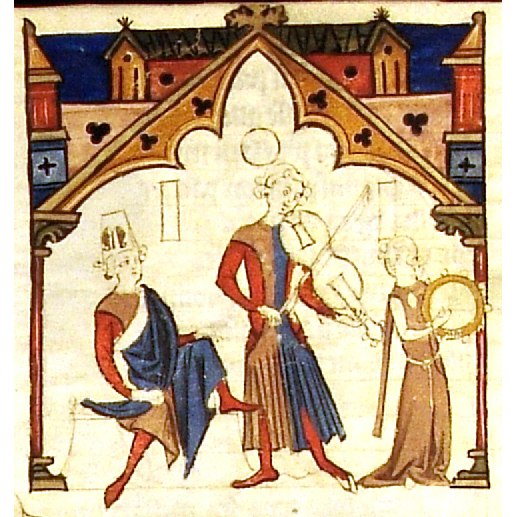
Миниатюра из «Песенника Ажуда»: знатный господин, жонглёр и девушка с пандейру

Понятие «поэзия» не даёт полной и исчерпывающей характеристики творчества галисийско-португальских трубадуров. На каждой из 16 миниатюр «Песенника Ажуда» изображены мужчины и женщины с различными струнными и ударными инструментами, что косвенно свидетельствует об исполнении песен трубадуров, сегрелей и жонглёров под их аккомпанемент.
В ряде научных работ и в переводческих сборниках на европейских языках «трубадурами» также называют поэтов галисийско-португальский куртуазной традиции, что следует хотя бы из части их названий на английском, немецком, итальянском, французском, испанском языках. Касательно источников на испанском языке достаточно указать на собранный в одной книге ряд статей серии Tipos y temas trovadorescos Висенса Белтрана, в которых исследователь повсеместно использует термин «трубадур» относительно авторов средневековых кантиг на галисийско-португальском языке разных иберийских королевств. При этом термин «трубадуры» не относят к авторам паралитургических песен, вошедших в сборники кантиг о Деве Марии и составляющих важную, исторически значимую часть галисийско-португальской лирики.
Понятие «трубадур» стало использоваться романистами более 100 лет назад, начиная со второй половины XIX века после публикации средневековых песенников на галисийско-португальском языке, поскольку термин гал.-порт. trobador встречается в текстах корпуса из около 1680 кантиг в 59 случаях (в 38 кантигах 24 авторов), например, в песнях португальского жонглёра Лоуренсу (Lourenço) Assaz é meu amigo trobador (B 1263, V 868), португальского трубадура Жуана Соареша Коэлью (João Soares Coelho) Desmentido m'há 'qui um trobador (A 171, B 322), анонимного португальского трубадура из Сантарена (Anónimo de Santarém) Pero eu vejo aqui trobadores (A 279), галисийского трубадура Перо да Понте (Pero da Ponte) Sueir'Eanes, este trobador (B 1636, V 1170), португальского трубадура Афонсу Саншеша (Afonso Sanches) Um ric'home a que um trobador (B 781, V 365). Для одного из первых исследователей таких текстов Генри Ланга провансальцы, португальцы или кастильцы были трубадурами безотносительно их принадлежности к провансальской или галисийско-португальской поэтической школе, но отличались от труверов (англ. trouvères). Применительно к произведениям всех этих авторов Ланг использовал понятия «песня», «стихотворение», «поэзия», «композиция», «стих» (англ. song, poem, piece, composition, verse).
В областях знания и культуры Галисии, Португалии и Бразилии авторы галисийско-португальских кантиг широко обозначаются терминами  «поэт» и «трубадур», возможно, исключая монографию известного португальского учёного М. П. Феррейры. Вероятнее всего, в указанной монографии термин «трубадур» не использовался по причине того, что автор относил Мартина Кодаса не к трубадурам, а к жонглёрам. Но, как бы там ни было, в статье сборника, посвящённому итальянскому романисту-медиевисту Джузеппе Тавани (Giuseppe Tavani), автору монографии, уже в заглавии которой содержится понятие «трубадур» применительно к галисийско-португальским авторам, Мануэл Педру Феррейра писал об исследовании трубадурских жанров (порт. estudo dos géneros trovadorescos) средневековых кантиг на галисийско-португальском языке, а при сравнении различий эстетики песен о друге Мартина Кодаса и песен о любви Диниша I рассматривал их в русле трубадурской традиции (порт. tradição travadoresca), Перо да Понте и Мартина Соареса относил к трубадурскому кружку (порт. círculo travadoresco) Альфонсо X Мудрого.
В России термин «трубадур» применительно к средневековым поэтам Пиренейского полуострова используется более столетия — с конца XIX и начала XX века, узус понятия закреплён в кандидатской диссертации О. А. Сапрыкиной «Язык и стиль галисийско-португальских трубадуров» (1988), в пояснительных статьях к сборникам переводов галисийско-португальской лирики литературоведом и специалистом по испанской литературе С. И. Пискуновой, романистом и специалистом по португалоязычной, галисийской и румынской литературам Е. Г. Голубевой.

## Иерархия
Высшую ступень в иерархии среди поэтов Пиренейского полуострова занимали трубадуры, среди которых были короли, их побочные сыновья, вельможи (порт. ricos-homens), рыцари, оруженосцы, но также могли включаться клирики и горожане. Обычно к этим поэтам причисляются выходцы из старых благородных семейств, упоминающихся в родословных книгах и документальных источниках. На промежуточной ступени между трубадуром и жонглёром стоял сегрел (или сегрель). На счёт этого точно не определённого статуса нет единого мнения среди исследователей. Главное отличие состояло в том, что трубадур не проявлял материальной заинтересованности в результатах своего творчества, но если автор требовал плату за труд, его относили к разряду сегрелов или жонглёров. При этом сегрел обычно обладал социальным статусом оруженосца, то есть был более благороден, чем жонглёр, но менее знатен, чем трубадур. Однако, среди оруженосцев также были и трубадуры, например побочный сын клирика Жуан де Гайя (João de Gaia), статус которого легитимизировал Диниш I, чтобы он смог унаследовать владения своих родителей как их законный сын.
Жонглёры не принадлежали к знати и не обладали древней родословной. Как правило, данные об их жизненном пути не сохранились. Отсутствие указания в песенниках отчества, фамилии автора или предлога «де» как маркера благородного происхождения свидетельствовало о статусе жонглёра. В некоторых редких случаях при обнаружении новых документов, подтверждающих знатное происхождение поэта, его статус обновлялся. В иных же — при наличии противоречивых данных или невозможности точного установления социального положения автора — его место в иерархии продолжает оставаться неопределённым: трубадур или сегрел, трубадур или жонглёр. Традиционно в песенниках сочинения жонглёров следуют за песнями трубадуров.

## Периодизация

Процесс Реконкисты на Пиренейском полуострове

В ходе Реконкисты на месте завоёванного маврами королевства вестготов рождались новые христианские королевства, формировались новые национальности и новые романские языки. Литература и искусство новых иберийских королевств зарождались при ощутимом воздействии арабской культуры — её литературы и музыки. Основное влияние на искусство сложения песен (окс. trobar, галис. trobar, порт. trovar) оказало мастерство провансальских трубадуров. Место источника возникновения новой трубадурской школы на Пиренеях, отличавшейся от провансальской, дискутируется учёными. Тем не менее, медиевисты Галисии и Португалии полагают, что данное событие имело место в Галисии, а точнее — в Сантьяго-де-Компостела. Ведущая роль Галисии, освобождённой в ходе в Реконкисты ещё в середине VIII века, во многом объясняется меньшим, чем в южных королевствах, арабским влиянием и решающей ролью католической церкви в борьбе против мусульман. Появлению именно в этом месте поэзии на новом языке во многом способствовало паломничество по дорогам Святого Иакова из стран Европы в Собор Святого Иакова. Такое паломничество совершил между 1175 и 1180 годами каталанский трубадур Гийем Бергеданский, писавший на окситанском языке.
В медиевистике имеется несколько вариантов периодизации творчества иберийских трубадуров, писавших на галисийско-португальском языке. За основу может быть принят вариант, предложенный Каролиной Михаэлиш де Вашконселуш (Carolina Michaëlis de Vasconcelos), автором фундаментального исследования о «Песеннике Ажуда»:
- 1200—1245 — доальфонсийские (порт. pre-alfonsinos) трубадуры
- 1245—1284 — альфонсийские (порт. alfonsinos) трубадуры
- 1284—1325 — дионисийские (порт. dionysios) трубадуры
- 1325—1354 — постдионисийские (порт. post-dionysios) трубадуры[34]

В конце XII и первой четверти XIII века роль центра зарождения литературы Пиренеев на новом романском языке выпала Галисии. Впоследствии галисийские трубадуры и жонглёры пользовались неизменным заслуженным авторитетом среди собратьев по цеху. Во второй половине XIII века Галисия утратила своё влияние, поскольку вошла в королевство Кастилии и Леона. Современные исследователи располагают многими косвенными доказательствами существования поэзии на галисийско-португальском языке до конца XII века, хотя рукописные источники песен этого начального периода не сохранились кроме единичных случаев. О явном существовании куртуазной поэзии на галисийско-португальском языке до конца XII века свидетельствует пятая строфа дескорта Раймбаута де Вакейраса «Коль на зелень я гляжу» (Ara quan vey verdejar = Eras quan vey verdeyar, BEdT 392,4) даже в том случае, если поэт сочинил её с 1200 года до времени предполагаемой смерти в 1205 или 1207 году. Жан де Ηострдам, младший брат астролога Мишеля Нострадамуса, полагал, что эта пятая строфа была написана «по-гишпански». Хотя и В. Ф. Шишмарёв приводил противоречивые мнения исследователей, когда Каролина Михаёлиш де Вашконселуш считала язык указанной строфы «не вполне чистым португальским (галисийским), а Менендес Пидаль арагонско-португальским».
В указателе Колоччи (índice de Colocci) к «Песеннику Национальной библиотеки» фигурируют следующие трубадуры доальфонсийского периода, творчество которых может датироваться концом XII века или в самым началом XIII века, но остаётся неизвестным: 
- галисиец Перо Пайс Базако (Pero Pais Bazaco, 8 песен о любви)[37]
- галисиец с каталанскими корнями Жуан Велас (João Velaz, 1 кантига о любви)[38]
- предположительно галисиец дон Жуано или дон Жуиан (D. Juano ou D. Juião, автор одной песни)[39]
- португалец с галисийскими корнями Перо Родригеш де Палмейра (Pero Rodrigues de Palmeira, 2 песни о любви)[40]
- кастилец с наваррской родословной Руй Диас де лос Камерос (Rui Dias de los Cameros, 3 кантиги о любви)[41]
- предположительно галисиец Айрас Соарес или Оарес (Airas Soares ou Oares, автор 3 песен о любви)[42]

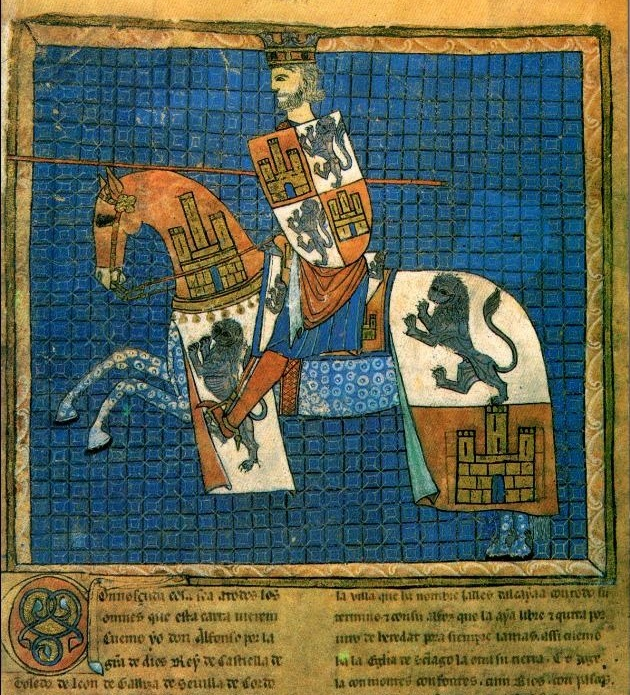
Альфонсо X Мудрый или Учёный, согласно уточнению В. Ф. Шишмарёва

Период 1245—1284 годов назван альфонсийским по временам правлений португальского короля Афонсу III Булонского (1248—1279) и кастильского короля Альфонсо X Мудрого (1252—1284). В то время галисийско-португальские трубадуры разделялись по двум направлениям: при дворе португальского и кастильского королей. Дионисийский период назван по годам правления португальского короля Диниша I, название производно от его латинизированного имени. Классическим периодом галисийско-португальской поэзии принято считать времена правления королей Альфонсо X и его внука Диниша I.
К трубадурам позднего или постдионисийского периода галисийско-португальской куртуазной лирики относится кастильский король Альфонсо XI Справедливый (1311—1350), который покровительствовал искусству и известен как автор одной сохранившейся песни. К тому же времени относится творчество дона Педру Афонсу Португальского, графа де Барселуша, бастарда Диниша I, оставившего 10 кантиг: 3 песни о любви, 6 насмешки и злословия и 1 неопределённого жанра. Год смерти дона Педру Афонсу условно считается концом эпохи галисийско-португальской поэзии.

## Первые песни
Точное время зарождения поэзии на галисийско-португальском языке до сих пор дискутируется исследователями. В качестве наглядных примеров могут быть приведены мнения двух учёных. Ланг полагал, что возникновение галисийско-португальской лирической школы не может датироваться позднее 1175 года. Тавани затруднялся ответить был или не был 1196 год началом творчества галисийско-португальских трубадуров. 
Тем не менее, в настоящее время самым ранним из сохранившихся сочинений на галисийско-португальском языке принято считать кантигу насмешки и злословия Ora faz host’o senhor de Navarra (B 1330bis, V 937) португальского трубадура Жуана Соареша де Пайва, созданную около 1196 года, но не позднее 1220 года. Ранее первым галисийско-португальским поэтическим произведением считалась «Песнь об алом покрывале» (Cantiga da Garvaia) известная также как «Кантига да Рибейринья» (Cantiga da Ribeirinha) или по первой строке в «Песеннике Ажуда» No mundo non me sei parelha (A 38) галисийского трубадура Пайо Соареса де Тавейроса, предположительно датируемая 1198 годом.
По мнению О. А. Сапрыкиной, расцветшая в XIII веке поэзия галисийско-португальских трубадуров наследовала разнообразные традиции: древнейшую народную испанскую поэзию, восходящую к мифопоэтической словесности; литературную, заимствованную у провансальских трубадуров XII века, традицию арабоандалусской средневековой поэзии; испытала большое воздействие раннехристианских песнопений.

## Известные представители

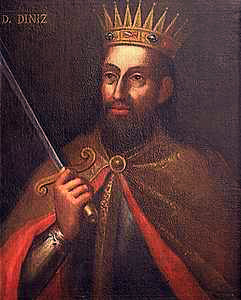
Диниш I, король-трубадур

Из общего числа авторов галисийско-португальской куртуазной поэзии имена наиболее представительных выделяются в зависимости от взглядов, предпочтений исследователя или цели его анализа. В статье о португальской литературе З. И. Плавскин отмечал в ряду наиболее известных авторов португальского короля Диниша I, рыцарей Жуана Гарсию де Гильяде, Перо Гарсию Бургалеса, клириков Мартина Моша и Айраса Нунеса (Airas Nunes), а в статье о галисийской литературе — кастильского короля Альфонса X, сегрела Бернала де Бонавала и трубадуров Жоана Айраса де Сантьяго, Пайо Гомеса Шариньо (Paio Gomes Charinho) и легендарного Масиаса «Влюбленного», «испытывавших в разной мере влияние провансальской рыцарской поэзии». Путаница в определении подданства поэтов и передача португальских имён в бразильском произношении, а галисийских — в современном португальском произношении говорят об отсутствии более точных данных у литературоведа в период написания статей.
Позже, в 1985 году, И. А. Тертерян ограничилась упоминаем автора наиболее ранней сохранившейся кантиги на галисийско-португальском языке — португальского трубадура Жуана Соареша де Пайва и самого позднего, по мнению литературоведа, поэта — Педру Афонсу, графа Барселуша. В сборник «Лузитанская лира» (1986) вошли переводы с галисийско-португальского языка песен 23 трубадуров и жонглёров Пиренейского полуострова. При составлении наиболее представительной на нынешнее время антологии галисийско-португальских авторов «Поэзия трубадуров» (1995) Е. Г. Голубева отобрала кантиги 42 авторов различных пиренейских королевств. В предисловии к этому сборнику член Королевской галисийской академии Шесус Алонсо Монтеро (Xesús Alonso Montero) писал, что без имён Перо Меого, Мартина Кодакса, Мендиньо, Фернандо Эскио, Айраса Нунеса, Пайо Гомеса Шариньо, Нуно Фернандеса Торнеола, Перо да Понте «немыслимы поэтические антологии европейского средневековья».

## Языки
В восточной части Иберийского полуострова трубадуры Каталонии (Гийем Бергеданский, Де ла Гуардиа, Понс), Валенсии (король-трубадур Педро III), Арагона (Альфонсо II Целомудренный) сочиняли свои песни на окситанском языке. Некоторые авторы восточной территории полуострова, хотя их и не так много, использовали в своих редких сочинениях галисийско-португальский язык. Находившийся на службе у трубадура Сорделло жонглёр Пикандом (Picandom, возможно, родом из Прованса), известен как автор одной тенсоны на галисийско-португальском языке Vedes, Picandom, som maravilhado (V 1021) с португальским трубадуром Жуаном Соарешем Коэлью (João Soares Coelho).
Некий провансальский трубадур Арналдо, которого исследователи с большой долей вероятности идентифицируют с Арнаутом Каталанским, в тенсоне с Альфонсо Х Senher, ad-ars ie'us venh 'querer (B 477) свои строфы сочинил на провансальском языке, а кастильский король — на галисийско-португальском. В отличие от восточной части Пиренейского полуострова, где языком поэзии считался провансальский язык, в его северо-западной части роль литературного поэтического койне принял галисийско-португальский язык. Альфонс X писал прозу на кастильском языке, но в то же время король и его придворные поэты кантиги сочиняли на галисийско-португальском. При Альфонсо X под кастильским языком (la lenqua castellana) подразумевался уже не язык Бургоса, а язык Толедо — настоящий, наиболее чистый язык Испании, ставший впоследствии основой для создания испанского языка.
Важным источником о языке поэзии центральной и западной части Пиренейского полуострова XIII—XIV веков является известное письмо маркиза де Сантильяна Иньиго Лопеса де Мендоса коннетаблю Португалии дону Педро Португальскому, где под «главным и всеобщим искусством» подразумевается наука поэзии:

Затем это искусство, которое именуется главным и всеобщим искусством, обрело приверженцев сначала, как я считаю, в Галисийском и Португальском королевствах, где, без сомнения, в нём упражнялись и его усвоили больше, чем в каких-либо других областях и землях Испании, и где оно распространилось до такой степени, что долгое время всякий писатель и всякий поэт испанских областей и земель, будь он кастильцем, андалузцем или эстремадурцем, писал все свои сочинения лишь на языках галисийском и португальском. И ещё, как достоверно известно, мы, позаимствовав у них, усвоили легко и без всяких усилий обозначения, принятые в этом искусстве, а также владение им в той или иной мере.— Жизнеописания трубадуров. М., 1993, с. 360.
В цитируемом Ф. К. Дицем оригинале части письма значатся «трубадуры» (исп. trovadores), которые фигурируют как «всякий поэт» в русском переводе. Датировка послания может ограничиваться рамками между 1443 годом, когда дон Педро был назначен коннетаблем Португалии, и 1458 годом, когда скончался маркиз де Сантильяна. Упоминание в письме лишь наиболее громких имён Диниша I, Жуана Соареша де Пайва, Альфонсо X и Масиаса Влюблённого  свидетельствует о быстром закате славы галисийско-португальских трубадуров (Васко Перес де Камойнс и Фернант Кашкисио относятся уже к другой традиции).
Вольф Е. М. вслед за В. Ф. Шишмарёвым различала новый романский разговорный язык, язык деловой письменности и общий для авторов части Пиренейского полуострова литературный язык поэзии:

Таким образом, язык, бытовавший между реками Дору и Миньу как совокупность диалектов, нельзя отождествлять с возникшим на его основе языком трубадуров — формой литературного языка, приспособленной для куртуазной поэзии. В ней вырабатывались свои каноны, характерные для поэтического творчества, свой набор лексики, синтаксических конструкций и стилистических приемов— Вольф Е. М. История португальского языка. М., 1988, с. 39.
Научное изучение текстов на галисийско-португальском языке началось в XIX веке после обнаружения «Песенника Ажуда» в начале столетия. В первой отечественной монографии по данной теме О. А. Сапрыкина заключила: «Своеобразие языка и стиля сатирических песен галисийско-португальских трубадуров — факт бесспорный».

## Жанры
По причине того, что, исключая представленные в «Пергаменте Винделя» и «Пергаменте Шаррера» сочинения, музыкальная нотация к песням иберийских трубадуров не сохранилась, тексты к ним принято называть лирикой или поэзией. Галисийско-португальская поэзия представлена тремя основными жанрами: двумя лирическими — кантигой о любви (порт. cantiga de amor) и кантигой о друге (порт. cantiga de amigo); и одним сатирическим — кантигой насмешки и злословия (порт. cantiga de escarnho e maldizer). В анонимном трактате неизвестного происхождения «Искусство сложения песен» (порт. Arte de Trovar), записанном на первых страницах «Песенника национальной библиотеки» (Cancioneiro da Biblioteca Nacional) главы с предположительным описанием двух основных жанров светских галисийско-португальских кантиг (кантиги о любви и кантиги о друге) отсутствуют.
Кроме указанных трёх основных жанров писавшие на галисийско-португальском языке трубадуры и жонглёры Пиренейского полуострова гораздо реже прибегали к жанрам провансальской поэзии из-за трудностей их освоения в другой языковой среде: сочиняли тенсоны, но очень редко использовали плач (гал.-порт. pranto), лэ (гал.-порт. lai) или пастораль (гал.-порт. pastorela). Сирвента также редко встречается среди кантиг галисийско-португальской трубадурской школы и носит сатирический характер с рассуждениями на темы морали, что отражено в самом названии жанра — нравоучительная сирвента (порт. sirventês moral). Чаще других к жанру нравоучительной сирвенты обращался трубадур Мартин Моша (Martim Moxa, предположительно из Галисии). Одна из четырёх сохранившихся сирвент Мартина Моша — Per quant'eu vejo (B 896, V 481) — имеет явные схожие черты с сирвентой Пейре Карденаля Falsedatz e desmezura (XVII, 1216 год).
Кастильский трубадур Перо Гарсия Бургалес предпочитал писать кантиги о любви, но также стал известен как автор одного из редчайших образцов жанра тенсоны о любви (порт. tenção de amor) — до нашего времени дошло только 3 песни этого жанра на галисийско-португальском языке. В тенсоне о любви Senhor, eu quer'ora de vós saber (B 1383, V 991) Перо Гарсия Бургалес не называет имени своего противника по поэтическому поединку, хотя португальский исследователь Антониу Резенде де Оливейра (António Resende de Oliveira) предполагает, что анонимным оппонентом вполне мог выступать бывший в то время инфантом будущий король Кастилии и Леона Альфонс X Мудрый.

## Место среди других школ и значение
Португальский исследователь Антониу Резенде де Оливейра свёл данные по количеству сохранившихся манускриптов, авторов школ куртуазной лирики, их песен и дошедшей до нынешнего времени музыкальной нотации к ним в таблицу:
| Куртуазные сочинения средневековых авторов | Куртуазные сочинения средневековых авторов | Куртуазные сочинения средневековых авторов | Куртуазные сочинения средневековых авторов | Куртуазные сочинения средневековых авторов |
| ------------------------------------------ | ------------------------------------------ | ------------------------------------------ | ------------------------------------------ | ------------------------------------------ |
| Поэтическая школа                          | Количество рукописей                       | Авторы                                     | Всего песен                                | Песни с нотацией                           |
| Провансальские трубадуры                   | 95                                         | 450                                        | 2 500                                      | 250                                        |
| Труверы                                    | 90                                         | 200                                        | 2 300                                      | 2000                                       |
| Миннезингеры                               | 35                                         | 170                                        | 3 500                                      | 200                                        |
| Галисийско-португальские трубадуры         | 8                                          | 160                                        | 1 680                                      | 13                                         |

Здесь, несмотря на то что авторы Арагона, Валенсии и Каталонии по географическому признаку относятся к иберийским трубадурам, их творчество, созданное на лимузенском, окситанском или других родственных языках, условно считающимися провансальским языком, принадлежит культурной традиции куртуазной лирики Прованса. Под галисийско-португальскими трубадурами подразумеваются авторы Пиренейского полуострова (вместе с жонглёрами и сегрелами) из Галисии, Португалии, Кастилии и Леона, сочинявшие на галисийско-португальском языке и относящиеся поэтому к галисийско-португальской поэтической школе. Среди манускриптов галисийско-португальской лирики кроме упоминавшихся значится недавно обнаруженный «Песенник библиотеки Бэнкрофта», известный ранее под названием «Песенник испанского гранда» (Cancioneiro de um Grande d'Hespanha) и являющийся частичной копией («зеркалом») «Песенника Ватикана», снятой около 1600 года.
Несмотря на то, что почти все жанры галисийцы и португальцы заимствовали у провансальцев, немногим менее трети сохранившихся сочинений — не имеющих аналогов на окситанском языке 500 кантиг о друге — свидетельствуют о независимости школы галисийско-португальских трубадуров от школы провансальских трубадуров, её оригинальности и неповторимости. 500 кантиг о друге иберийских авторов внесли вклад в сокровищницу женских песен о любви средневековой Европы. Тем не менее, некоторые исследователи вслед за Дж. Тавани не разделяют мнение о существовании самостоятельной галисийско-португальской трубадурской школы.
Поэзия трубадуров Пиренейского полуострова на галисийско-португальском языке представляет общий этап становления и развития национальных литератур Галисии, Португалии и Испании. Согласно О. К. Васильевой-Шведе:

Вопрос о происхождении и характере галисийско-португальской средневековой поэзии важен при изучении становления испанской (в широком смысле этого слова) лирики и отдельных лирических жанров. Пидаль прав, отмечая, что «Самая древняя галисийско-португальская народная традиция и позднейшая кастильская предстают перед нами как сходные звенья традиции, общей для всего полуострова, но вместе с тем, даже в разрозненном виде, уцелевшие звенья отличаются друг от друга специфическими чертами, придающими им неповторимо индивидуальный облик».— Менендес Пидаль, Рамон. Избранные произведения. Испанская литература средних веков и эпохи Возрождения. М., 1961, с. 459.
З. И. Плавскин писал, что язык, жанры, поэтические формы и даже стилистика галисийско-португальской лирики стали общеиспанскими при отставании в развитии испано-кастильской литературы в XII—XV веках. О. А. Сапрыкина отметила: «Средневековая португальская литература — важнейшая область формирования литературного языка. Язык галисийско-португальских трубадуров — его первая и яркая разновидность».

## Антологии
- Лузитанская лира / Сост., предисл и комм. С. И. Пискуновой. — М.: Художественная литература, 1986.
- Поэзия трубадуров: Антология галисийской литературы / Составители: Елена Голубева, Елена Зернова; предисл.: Шесус Алонсо Монтеро; подготовка текстов и послесловие: Елена Голубева. — СПб.: Центр галисийских исследований СПбГУ при содействии издательства «Алетейя», 1995. — 237 с. — ISBN 5-85233-003-14 (ошибоч.).
- Nobiling, Oskar. Die Lieder des Trobadors Joan Garcia de Guilhade, 13. Jahrhundert. Kritische Ausgabe mit Anmerkungen u. Einleitung (нем.). — Erlangen, 1907.
- Nobiling, Oskar. As cantigas de Joan Garcia de Guilhade, trovador do seculo XIII; edição critica, com notas e introducção (порт.). — Erlangen, 1907.
- Zenith, Richard. 113 Galician-Portuguese troubadour poems. — Manchester: Carcanet, in association with Calouste Gulbenkian Foundation, Instituto Camões, 1995. — xlii, 280 p. — ISBN 9781857542073.  (галис.)  (англ.)

## Комментарии
1. ↑  Такое понимание закрепилось со времён знаменитой диссертации В.Ф. Шишмарёва «Лирика и лирики позднего средневековья. Очерки по истории поэзии Франции и Прованса», защищённой в Петербурге в 1911 году.
2. ↑  Вероятнее всего, и как далее следует из контекста здесь под «древнейшей народной испанской поэзией» подразумевается народное творчество северо-западной части Пиренейского полуострова, а не конкретно Кастилии, ставшей впоследствии объединённой Испанией. Кроме этого в научных кругах Испанией принято обозначать весь Пиренейский полуостров, носивший ранее название Hispania.
3. ↑  У Плавскина этот кастилец отнесён в раздел португальской литературы, кроме этого при составлении данного тома КЛЭ в 1968 году при передаче имён собственных Плавскин брал за основу бразильское произношение, но в данной статье передаётся произношение европейского варианта современного португальского языка.
4. ↑  Современные исследователи относят Мартина Моша скорее к галисийцам или же к кастильцам, нежели к португальцам.
5. ↑  Галисиец Айрас Нунес — автор 14 кантиг: 6 о любви, 3 о друге, 3 насмешки и злословия, 1 нравоучительной сирвенты и 1 пасторали.
6. ↑  Среди сохранившихся 82 кантиг трубадура: 20 о любви, 47 о друге, 10 насмешки и злословия, 2 тенсоны, 1 пасторали и 2 неопределённого жанра.
7. ↑  Среди сохранившихся 28 кантиг трубадура: 19 о любви, 6 о друге, 1 насмешки и злословия, 1 тенсоны, 1 неопределённого жанра.
8. ↑  При составлении данного тома КЛЭ в 1965 году при передаче имён собственных Плавскин использовал бразильское произношение.